# Cantó d'Écueillé
El cantó d'Écueillé és un cantó francès del departament de l'Indre, situat al districte de Châteauroux. Té 9 municipis i el cap és Écueillé.

## Municipis
- Écueillé
- Frédille
- Gehée
- Heugnes
- Jeu-Maloches
- Pellevoisin
- Préaux
- Selles-sur-Nahon
- Villegouin

## Història
| Data d'elecció                           | Identitat       | Partit                     | Qualitat |
| ---------------------------------------- | --------------- | -------------------------- | -------- |
| 1945-1951                                | Léon Bodin      | RGR, després Divers gauche |          |
| 1945-1973                                | Amédée Renault  | PS                         |          |
| 1973-1985                                | Henri Louet     | RPR                        |          |
| 1992-2011                                | Joël Bonjour    | UMP                        |          |
| 2011-                                    | Christian Simon | UMP                        |          |
| les dades anteriors no són pas conegudes |                 |                            |          |
|                                          |                 |                            |          |

## Demografia
| A partir de 1990: Població sense dobles comptes |